# 釜山鎮消防署
釜山鎮消防署（プサンジンしょうぼうしょ）は、釜山消防本部所属の消防署である。

## 沿革
- 1954年12月10日 - 北釜山消防署（북부산소방서）として業務開始。
- 1963年1月1日 - 釜山北部消防署（부산북부소방서）に改称。
- 1967年6月1日 -  東萊消防署開設に伴い一部派出所を移管
- 1974年10月8日 - 北部消防署（북부소방서）に改称。
- 1979年4月24日 -  釜山鎮消防署に改称。
- 1982年3月26日 - 草梁派出所を中部消防署に移管。
- 1995年12月29日 - 南部消防署開設に伴い一部派出所を移管。

## 管轄区域
- 東区（中部消防署と港湾消防署の管轄区域を除く）
- 釜山鎮区（楊亭1、2洞を除く）
- 南区のうち門峴洞

## 119安全センター
| 119安全センター                       | 住所                | 管轄区域 |
| ------------------------------------- | ------------------- | --- |
| 凡一119安全センター （消防署兼用）    | 東区凡一路115       | 東区のうち凡一1、4、6洞、凡一2洞の一部 釜山鎮区のうち凡川1、2洞、凡川4洞の一部、田浦3洞の一部 南区のうち門峴洞 |
| 釜田119安全センター （119救助隊設置） | 釜山鎮区西田路115   | 釜山鎮区のうち田浦1、2洞、田浦3洞の一部、釜田1、2洞、凡田洞                                                    |
| 水晶119安全センター                   | 東区中央大路383     | 東区のうち水晶1、2、4、5洞、佐川1、4洞                                                                         |
| 伽倻119安全センター                   | 釜山鎮区伽倻大路627 | 釜山鎮区のうち伽倻洞、開琴1、2洞、堂甘2洞、凡川4洞の一部                                                       |
| 釜岩119安全センター                   | 釜山鎮区新川大路282 | 釜山鎮区のうち釜岩1洞 蓮堤区のうち巨堤2、3、4洞                                                                |
| 堂甘119安全センター                   | 釜山鎮区白楊山路53  | 釜山鎮区のうち堂甘1、3、4洞、開琴3洞、釜岩3洞                                                                  |